# Фурсенко, Сергей Михайлович
Сергей Михайлович Фу́рсенко (15 сентября 1937, Киев, СССР — 29 января 2018) — украинский советский архитектор, работал в Черкассах.

## Биография
Родился 15 сентября 1937 года в Киеве. Окончил КИСИ 1963 году. По направлению приехал в Черкассы вместе с Л. С. Кондратским и Н. Я. Собчуком. Первый их совместный проект — проект благоустройства микрорайона в границах улиц Ленина — Ильина.
В 1963—1967 годах работал в филиале института «Днепргражданпромстрой», в 1967—1998 года — в художественно-производственном комбинате Художественного фонда Украины. С 1998 года являлся руководителем творческой архитектурной мастерской «Архитектура».

## Проекты
- 1969 — ресторан «Славутич» в Черкассах;
- 1971 — Дом культуры в городе Смеле;
- 1974 — дом культуры в городе Городище;
- 1982 — административно-торговый центр в селе Матусов Шполянского района;
- 1986 — Черкасский областной краеведческий музей;
- 1989 — интерьеры  двореца культуры «Дружба народов» в Черкассах;
- 1991 — интерьер и выставочная экспозиция музея «Кобзаря» Тараса Шевченко
- 1996 — интерьер музей Богдана Хмельницкого Национальный историко-культурный заповедник "Чигирин"
- 2007 — выставочная экспозиция  музей Богдана Хмельницкого Национальный историко-культурный заповедник "Чигирин"
- 2015 — реконструкция Черкасской областной филармонии.

## Награды и премии
- Государственная премия СССР (1989) — за архитектуру центральной части села Матусов Шполянского района Черкасской области УССР
- Государственная премия УССР имени Т. Г. Шевченко (1987) — за областной краеведческий музей в Черкассах